# بيتر ماكدونا
بيتر ماكدونا (بالإنجليزية: Peter McDonagh)‏ مواليد 22 ديسمبر 1977 في غالواي، هو ملاكم محترف أيرلندي يصنف ضمن فئة الوزن الخفيف.

## إحصائيات
خاض خلال مسيرته 55 نزالا، فاز في 26 وتعادل في 1 وخسر في 28. فاز بالضربة القاضية في 2 نزالا.

## روابط خارجية
- بيتر ماكدونا على موقع بوكس ريك (الإنجليزية) (registration required)